# Nový institucionalismus
Nový institucionalismus popisuje sociální teorii, která se zaměřuje na vytváření sociologického pohledu na instituce, způsoby, kterými komunikují a dopady institucí na společnost. Je významný v tom, že umožňuje jiný pohled na instituce, než je tradiční pohled ekonomie. Např. poskytuje vysvětlení isomorfismu struktury firem (proč firmy, vycházející z různého prostředí mají tendenci nabývat podobných organizačních struktur), nebo ovlivnění chování jednotlivců institucemi.
Sociologický nebo politický nový institucionalismus by neměl být zaměňován s novou institucionální ekonomií.

## Politologie
Nový institucionalismus je politologickou teorií, jejímž cílem je teoreticky pochopit zákonitosti, kterými se řídí fungování různých institucí. Těmito institucemi se zpravidla myslí běžné společenské instituce (politické orgány a různá státní tělesa, např. parlament), ale i mezinárodní instituce (např. při studiu fungování Evropské unie) nebo i instituce virtuálního charakteru (nepsané normy, neinstitucionalizovaná pravidla apod.). Nový institucionalismus se člení na tři základní odlišné přístupy, které jsou však vzájemně komplementární - není vhodné je vnímat jako kontraproduktivní. Každý z přístupů dokáže lépe pochopit nějaký jiný jev, který se s životním cyklem institucí pojí.

### Racionální institucionalismus
Racionální insitutcionalismus - navazuje na teorii racionální volby, tedy racionalismus, a nejlépe vysvětluje okamžité situace, které se odehrávají uvnitř institucí, např. hlasování. V evropských studiích se zaměřuje především na hlasování v Radě EU. Základní mechanika aktérů, kteří v rámci institucí působí, je tedy racionální - aktéři vypočítávají zisky a ztráty, snaží se maximalizovat vlastní užitek a jednají tedy pouze na základě sebezájmu.

### Historický institucionalismus[1]
Historický insitucionalismus - rozvíjí racionální institucionalismus a poukazuje na situace, kdy aktéři nejsou schopni prosadit své zájmy tak, jak předvídá racionální institucionalismus. Historický institucionalimus, ačkoliv je stále ve své podstatě racionalistický (aktéři chtějí maximalizovat svůj sebezájem), připouští částečný de facto strukturalistický efekt institucí, který omezuje činnost aktérů. Historický institucionalismus takové situace vysvětluje následovně (na příkladu EU dle Piersena a Pollacka):
1. Vlády členských států nejprve vytvoří instituce, které kompletně podléhají jejich přímé kontrole (např. EK nebo Rada EU), podobně jak popisuje např. liberální intergovernmentalismus.
2. Následně však začnou vznikat kontrolní mezery (v originále "gaps"). Objevují se nové odvozené instituce a zcela nové, původně neplánované politiky. Národní vlády již nemají existenci institucí (ať už nadnárodních nebo mezivládních) a vznik nových politik zcela pod kontrolou. Zde se historický institucionalismus přibližuje k neofunkcionalismu, který pracuje s jevy jako politický, kultivační a sociální spill-over a path dependency, což jsou rovněž jevy vysvětlující nečekané "utržení ze řetězu", které u některých institucí můžeme pozorovat. Vysvětlení, které nabízí historický institucionalismus je však od neofunkcionalismu poněkud odlišné:
  - Vlády členský států nejednají zcela racionálně, resp. vlivem demokratického zřízení přemýšlí pouze v krátkodobých horizontech tak, aby uspokojily voličskou základnu tím, že prosadí nějakou novou politiku na úrovni Evropské unie. Tento krok vede k dlouhodobé ztrátě suverenity členských států, ale přesto jej vlády chtějí kvůli krátkodobým ziskům podstoupit. Dlouhodobá ztráta suverenity je diskontována, tj. marginalizována. Později v budoucnosti pak budou vlády omezeny historickými volbami předchozích vlád.
  - Neschopnost předvídat budoucnost - budoucnost není dána a tudíž ani vlády nejsou schopny dohlédnout budoucích dopadů svého jednání, což vede k nečekaným konsekvencím. Vznik instituce v určitém dějinném okamžiku nemůže být doprovázen jednoznačnou předpovědí budoucího vývoje takové instituce.
  - Preference vlád se časem mění s probíhající stranickou soutěží. Dříve odsouhlasenou institucionální změnu je pak velice těžké zvrátit, když se ukáže, že s ní nová vláda nesouhlasí. Zásadní v tomto směru je především střídání vlád v demokratických zemích. Jedna vláda tak může institucionálního efektu využít a odsouhlasit institucionální změnu, kterou už příští vláda, nyní opozice, nebude schopná změnit (imobilizace vlád). Taková motivace "pojistit se" před snahami budoucích vlád pak může zásadně přispět k posilování institucí.
  - S výše uvedenými jevy si časem různí aktéři (např. neziskové organizace nebo obchodní společnosti) vybudují k institucím loajalitu, protože pro ně garantují dlouhodobé naplňování určitých zájmů. Tímto se instituce již definitivně uzamknou jakýmkoliv změnám a je extrémně náročné se již zavedených politik a schválených rozhodnutí zbavit.

Vlády členských států se mohou snažit uzavřít vzniklé kontrolní mezery, resp. vymanit se z působení institucí (roll back), ale kvórum pro zásadní změny, jak popisuje racionální institucionalismus, je vysoké (obzvláště v EU, kde v každém členském státě působí jiná vláda - pro zásadní změnu fungování EU je však nutný souhlas všech aktuálních vlád členských států).

### Sociologický a konstruktivistický institucionalismus
Zaměřuje se především na roli identity. Navazuje na sociální konstruktivismus.